# Yuri Mansur
Yuri Mansur (né le 24 mai 1979) est un cavalier brésilien de saut d'obstacles. Il a représenté le Brésil aux Jeux olympiques d'été de 2020 organisés à Tokyo en 2021, en compétition de saut d'obstacles individuel.
Il a aussi représenté le Brésil lors des finales de la Coupe du monde en 2011, 2014 et 2023, en obtenant le 4e meilleur résultat mondial en 2023.

## Biographie
Il achète son premier cheval à l'âge de 13 ans, et réalise alors qu'il souhaite devenir cavalier professionnel.
Sa famille a déménagé aux Pays-Bas, où il s'est installé et a construit son centre sportif.
Yuri est marié à Louisie Weber et a deux enfants, Pedro Mansur et Marie Louisie Mansur. Pedro participe à des concours de saut d'obstacles à poney depuis l'âge de 6 ans.

## Palmarès
- mai 2024 : Vainqueur du Grand Prix du CSI5* de Hambourg avec Miss Blue Mystic Rose[4],[5].

## Chevaux

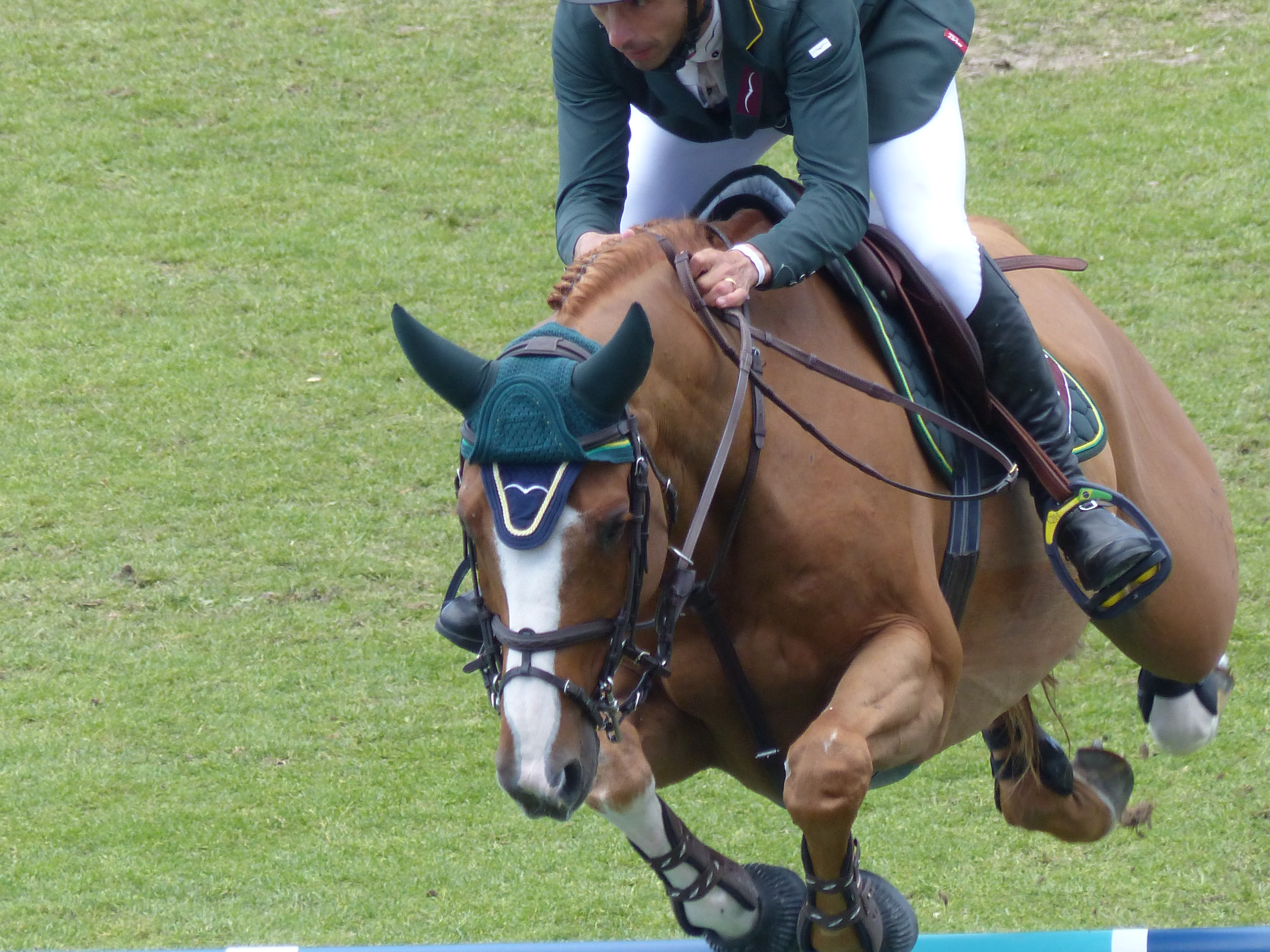
Vitiki et Yuri Mansur au CSI de la Baule, février 2024.

Vitiki est l'un des chevaux les plus importants dans la carrière de Yuri Mansur.
En 2018, Vitiki et Yuri subissent un accident majeur au CSIO d'Aix-la-Chapelle. Vitiki subit une triple fracture du paturon. Après deux années de travail de reconstruction, Vitiki revient sur le devant de la scène pendant la Coupe du monde à Omaha 2023, terminant 4e.
En octobre 2022, Yuri Mansur acquiert le Selle français Cheyenne de la Violle,. En septembre 2023, il récupère Fifty Fifty Semilly, dont il est à la fois cavalier et propriétaire.